# 樹元オリエ
樹元 オリエ（きもと オリエ、本名：薮田 尚子（やぶた なおこ）、1979年1月26日 - ）は、日本の女性声優、舞台女優、YouTuber。東京都出身。有限会社悟空に所属。
かつては本名や、星野 なお（ほしの なお）の名で活動していた時期もある。夫は漫画家・漫画原作者の稲垣理一郎。3児の母。

## 経歴
『風の谷のナウシカ』を見て、「声優になりたい」と思ったという。
『KiraKira☆メロディ学園』（1期生・出席番号63番）時代は本名（当時）で活動していたが、卒業（解散）後、「星野なお」名義を経て現在の名に改名。芸名は劇団21世紀FOX主宰の肝付兼太から名付けられた。
2002年11月、劇団21世紀FOX第51回公演『月夜とオルガン』で初舞台を踏む。以後は同劇団の舞台に出演する他、山口勝平、高木渉、関智一が主宰する演劇ユニット「さんにんのかい」にも客演し、舞台俳優として活動。2006年3月31日付で劇団21世紀FOXを退団。その後、山口勝平が代表を務める悟空の所属となった。
また2004年の劇場版アニメ『犬夜叉 紅蓮の蓬莱島』で、声優としてもデビュー。その後大友弥生、田中舞、雪室華月らと演劇ユニット「狐娘」を結成する。『SPEED GRAPHER』の天王洲神楽役のオーディションでは、最終候補にまで絞られるも落選。
2006年から放映された『ふたりはプリキュア Splash Star』（日向咲役）では、自身初の主役に抜擢された。2007年も『ひとひら』（麻井麦役）で主人公を担当した他、『ながされて藍蘭島』（しのぶ役）でも主要キャラクターを担当している。
2008年以降、再び舞台業をメインとしているが、散発的な出演では声優業を行うこともある。定期的な活動としては後にも触れるテウチライブシリーズなどが知られている。
2010年6月8日、結婚と妊娠の報告を自身のブログで行った。同年10月には無事出産を終えたことをブログで報告した。
2012年10月7日、ライブイベント「よにんでSUPER☆TEUCHI☆MIX!! in OSAKA」での舞台上にて第2子の妊娠と既に臨月である事を発表して、観客を驚愕させた。同年11月29日に無事、男児を出産した事を出産翌日に自身のツイッター上にて報告している。
2014年6月22日、ライブイベント「よにんでSUPER☆TEUCHI☆MIX 2014 -Life goes on!-」での舞台上にて第3子の妊娠（8ヶ月目）を発表し、再び観客を驚かせた。同年8月26日に女児を出産。

## 人物・エピソード
- 特技はテニス[2]。趣味はピアノ[2]、ギター、ペンギングッズの収集。
- 『ふたりはプリキュア Splash Star』で共演した榎本温子や千葉一伸らと番組終了後も頻繁に親交がある。特に前述の作品でパートナー役であった榎本とはお揃いの服を買っている他、偶然お揃いの靴下を履いていたことがある。プリキュアシリーズがらみのイベントやコメントでは、榎本とともに、その仲のよさをアピールする言動が多く見られており、プライベート上でも互いに欠かすことができないパートナーであるという認識がなされている。
- 本人曰く「歌は得意な方ではない」そうだが、ライブなどでは積極的に歌声を披露している。「Super Teuchi Live ☆ Friend×Friend」では、自分で作詞した新曲を披露するが、途中で自身が作詞した歌詞を忘れてしまうというハプニングを起こしてしまい、榎本にその後突っ込まれた。出演しているラジオでも、その出来事に関するメールが後に多く届いた。ただし、歌自体はその後のライブ第二部で譜面を用意して完璧に歌うことが出来ている。こうしたライブ（特にテウチライブ）において歌声を披露できるのは「共演者のサポートのおかげ」だとも語っている。
- 上記の通り2010年、2012年および2014年に妊娠・出産を経験しているが、両年共にテウチライブが開催された年である。すなわちライブにおいて妊娠状態でプリキュアダンスを踊っていた事になるため、両年共に事後報告においてファンを驚かせており、それが時々ネタとして語られる事がある。ただし臨月間近の2012年テウチ大阪および2014年テウチの際には、さすがに樹元の体調を慮った他3人が椅子がけでの歌唱を行えるように調整した。大阪ではダンス不要のバラードナンバーを中心にセットリストを構成し、2014年テウチでは観客の了解同意を求める形での椅子がけ歌唱となっている。2014年のテウチともなると観客側も心得たもので、もはや同ライブイベントにおいては樹元の妊娠は、ほぼ鉄板ネタと化しており樹元自身も「妊娠までして（臨月になって）も舞台に出してもらえるのはテウチだけ」と語っている。
- 姉がいる[19][20]。

### 『ふたりはプリキュア Splash Star』
- 自身初の主人公となった日向咲役であるが、その緊張のあまり最初のアフレコではモニターを見る余裕もなかったと語っている。叫び声や掛け声などのアフレコは、共演者であり敵役の千葉一伸に教わっていた。後年、パートナー役であった榎本温子が自身のYoutubeで「相手の子がなかなかプリキュアになれなかった」と、当時の樹元の苦戦振りを回顧している。
- その後の劇場版で、初めてミキサーに褒められ、嬉しかったという。
- 自身が演じたプリキュアのパートナー妖精の名前「フラッピ」と「チョッピ」は、樹元の飼い猫に名付けられている[21]。
- 作品終了後も、もう1人の主演者・榎本温子、作品のOP・EDをそれぞれ担当していたうちやえゆか、五條真由美と共に、「よにんでSUPER☆TEUCHI☆LIVE」と題したライブを定期開催している。
- 榎本とは互いのYouTubeチャンネルで「オリあつ談話室」を不定期配信している。

## 出演
太字はメインキャラクター。

### テレビアニメ
2005年
- アイシールド21（美女、アナウンス）
- 奥さまは魔法少女（後藤小百合）
- 銀盤カレイドスコープ（女子アナ）
- シュガシュガルーン（石田マユ、あやめ）
- SPEED GRAPHER（クラスメイト）

2006年
- あたしンち（2006年 - 2009年、女子生徒、魔法使いA、舞妓、女子A、店員 他）
- 怪 〜ayakashi〜（撫子、町娘）
- しにがみのバラッド。（小堺あやめ）
- 人造昆虫カブトボーグ V×V（ノリミ）
- DEATH NOTE（新入生E）
- NIGHT HEAD GENESIS（山科ゆり）
- ふたりはプリキュア Splash Star（2006年 - 2007年、日向咲 / キュアブルーム / キュアブライト）
- 妖怪人間ベム（立山真琴）

2007年
- クレヨンしんちゃん（2007年 - 2015年、コーチ、ナオ、小学生のむさえ、カベミカ子、家伝政子 他）
- 人造昆虫カブトボーグ V×V（ノリミ）
- それいけ!アンパンマン（2007年 - 2008年、ちまきくん〈2代目〉、つみきの城の王子（C）〈4代目〉、西部の子供B）
- D.C.II 〜ダ・カーポII〜（2007年 - 2008年、生徒） - 2シリーズ
- D.Gray-man（テリマ）
- 東京魔人學園剣風帖 龖（女生徒1）
- ながされて藍蘭島（しのぶ）
- 忍たま乱太郎（2007年 - 2025年、アヤカ〈3代目〉、茶店の娘、小坊主、女）
- ひとひら（麻井麦）
- 魔人探偵脳噛ネウロ（西田芽衣）

2008年
- ドラえもん（テレビ朝日版第2期）（2008年 - 2010年、女の子B、子ども、安雄、審判、少年B）
- ネオ アンジェリーク Abyss（サリー、男の子） - 2シリーズ
- ポルフィの長い旅（マチルド）

2009年
- 名探偵コナン（2009年 - 2011年、店員、女性アナウンサー、学生）

2010年
- みつどもえ（店員）

2011年
- まじっく快斗（女子生徒）

2012年
- エリアの騎士（福島桃子）

2014年
- ハピネスチャージプリキュア!（キュアブルーム）

2015年
- 新あたしンち（2015年 - 2016年、マコ）

2019年
- Dr.STONE（孔雀）

2023年
- ひろがるスカイ!プリキュア（キュアブルーム）
- キボウノチカラ〜オトナプリキュア'23〜（日向咲）

2024年
- ふしぎ駄菓子屋 銭天堂（櫻島すずえ）

### 劇場アニメ
2004年
- 犬夜叉 紅蓮の蓬莱島（蛍）

2006年
- プリキュアシリーズ（2006年 - 2023年、日向咲 / キュアブルーム / キュアブライト） - 10作品

2007年
- クレヨンしんちゃん 嵐を呼ぶ 歌うケツだけ爆弾!（おねいさんA）

2012年
- クレヨンしんちゃん 嵐を呼ぶ!オラと宇宙のプリンセス（子供）

### Webアニメ
- いくぜっ! 源さん（2008年、子供C）

### ゲーム
2005年
- My Merry May with be

2006年
- ふたりはプリキュア Splash Star パンパカゲームでぜっこうちょう!（日向咲 / キュアブルーム / キュアブライト）

2007年
- ドラえもん のび太の新魔界大冒険DS

2008年
- Yes!プリキュア5 Go Go! 全員しゅーGo! ドリームフェスティバル（日向咲 / キュアブルーム / キュアブライト）

2008年
- タクトオブマジック

2016年
- 東京放課後サモナーズ（風間コタロウ、ジブリール、タローマティ、マリア、ベイブ・バニヤン）
- モンスター娘のいる日常オンライン（ナンチュエ、ささみ）

2018年
- プリキュア つながるぱずるん（日向咲 / キュアブルーム）

2020年
- ライブ・ア・ヒーロー!（主人公〈ボイス5〉、キルシュ）

2023年
- ぷよぷよ!!クエスト（日向咲 / キュアブルーム / キュアブライト）

2024年
- 箱庭開拓 ハムスターと太陽の里

### ラジオ
- 狐娘楽園（ハラショー：2004年 - 2006年）
- 花小町の水ものラジオ（音泉：2006年）
- プリティ♥樹元オリエのおしゃべりコーナー（毎週金曜日更新：2006年10月20日 - 2007年3月）
- ひとひら放送局 麦ラジオ On Air（2007年3月29日 - 7月5日）
- 樹元オリエwith山口勝平のランチタイムミュージック（BBQR、超!A&G+：2007年4月 - 12月、2008年4月 - 12月）

### ドラマCD
- ひとひら（麻井麦）
  - ひとひら オリジナルドラマ&BGMアルバム Vol.1「麦編」
  - ひとひら オリジナルドラマ&BGMアルバム Vol.2「野乃編」

### 舞台
- 劇団21世紀FOXに多数出演
- 永遠のアセリア（舞台） 高峰佳織
- さんにんのかい『孫悟空』
- THE! CreRo- （劇団）に客演
- カプセル兵団 『タオの月』
- BroaderHausUnit Online EX　『その男アゼルバイジャン』
- T-KY'S＆シヴァタントリズム 『きらきら☆混沌祭』
- Reset Limit第5回公演『ミラクル☆スカイ』
- 萬腹企画『V-e ヴォイス・エレメント』

### ナレーション
- 真夜中のおバカ騒ぎ!（TOKYO MX・チバテレ）

## ライブ

### 合同ライブ
| 出演日        | タイトル                            | 会場         |
| ------------- | ----------------------------------- | ------------ |
| 2024年1月20日 | 全プリキュア 20th Anniversary LIVE! | 横浜アリーナ |

### シリーズ一覧
1. ↑  第1期（2007年）、第2期『D.C.II S.S. 〜ダ・カーポII セカンドシーズン〜』（2008年）
2. ↑  第1期（2008年）、第2期『-Second Age-』（2008年）
3. ↑  『映画 ふたりはプリキュア Splash Star』（2006年）、『ちょ〜短編 プリキュアオールスターズ GoGoドリームライブ！』（2008年）、『プリキュアオールスターズDX』（2009年）、『プリキュアオールスターズDX2』（2010年）、『プリキュアオールスターズDX3』（2011年）、『プリキュアオールスターズNewStage3』（2014年）、『春のカーニバル♪』（2015年）[25]）、『みんなで歌う♪奇跡の魔法！』（2016年）、『映画 HUGっと！プリキュア』（2018年）[26]、『映画 プリキュアオールスターズF』（2023年）